# 사무라이 픽션 - 적영
《사무라이 픽션 - 적영》(赤影: Red Shadow)은 일본에서 제작된 나카노 히로유키 감독의 2001년 액션 영화이다. 요코야마 미쓰테루의 1967년 TV 시리즈 아카카게(仮面の忍者赤影 Kamen no Ninja Akakage)의 리메이크 작품이다. 안도 마사노부 등이 주연으로 출연하였다.

## 출연

### 주연
- 안도 마사노부
- 오키나 메구미
- 무라카미 준

### 조연
- 아소 구미코
- 후지이 후미야
- 후쿠모토 세이조
- 호테이 토모야스

## 기타
- 원조: 요코야마 미쯔테루
- 미술: 나이토 아키라